# Haworth-Formel

Zusammenhang der Darstellungsweisen eines Moleküls (α-D-Glucopyranose): oben Kugel-Stäbchen-Modell und Konformationsformel, unten Fischer-richtige Konstitutions- und Haworth-Formel.

Die Haworth-Formel (auch Haworth-Projektion) ist eine nach dem Chemiker Walter Norman Haworth benannte Darstellungsweise für ringförmige fünf- und sechsgliedrige Moleküle, z. B. Glucose und Fructose in ihrer cyclischen Form.
Das Molekül wird als ebenes Sechseck bzw. Fünfeck gezeichnet, obwohl es in Konformationen vorliegt, die nicht planar sind; im Falle von Sechsringen meist überwiegend in Sesselkonformation. Ein im Ring enthaltenes Sauerstoff-Atom nimmt bei Ringen mit fünf Atomen die Position in jener Ecke ein, die vom Betrachter weg zeigt, sodass das Fünfeck mit der gegenüberliegenden Kante (Bindung) nach vorne weist. In einem Sechsring erhält der Sauerstoff die hintere rechte Ecke. Die Kohlenstoff-Atome folgen in ihrer Nummerierung dem Uhrzeigersinn, allerdings muss dabei dem ersten Kohlenstoff-Atom nicht notwendigerweise die Position 1 zukommen. Substituenten (und gelegentlich auch Wasserstoff-Atome) werden senkrecht ober- oder unterhalb der Ringatome gezeichnet. Substituenten, die in der Fischer-Projektion nach rechts weisen, stehen in der Haworth-Projektion unten (und umgekehrt), was die Einordnung eines Moleküls nach der Fischer-Nomenklatur ermöglicht.
Merke: FLOH – was bei Fischer links ist, ist oben bei Haworth